# (2883) Барабашов
(2883) Барабашов (лат. Barabashov) — типичный астероид главного пояса, открыт 13 сентября 1978 года советским астрономом Николаем Черных в Крымской астрофизической обсерватории и 8 ноября 1984 года назван в честь советского астронома Николая Барабашова.

## Обнаружение и именование
(2883) Барабашов
Открыт 13 сентября 1978 года в Научном Н. С. Черных.
Назван в память о директоре Харьковской обсерватории на протяжении 40 лет Николае Павловиче Барабашове (1894—1971), известном своими исследованиями Луны и планет. В честь Барабашова также назван марсианский кратер.
Оригинальный текст (англ.)2883 Barabashov
Discovered 1978-09-13 by Chernykh, N. at Nauchnyj.
Named in memory of Nikolaj Pavlovich Barabashov (1894—1971), director of the Kharkov Observatory for 40 years, known for his research on the moon and planets. Barabashov is also honored by a crater on Mars.
Источники: DISCOVERY.DB; M.P.C. 9216.

## Орбита

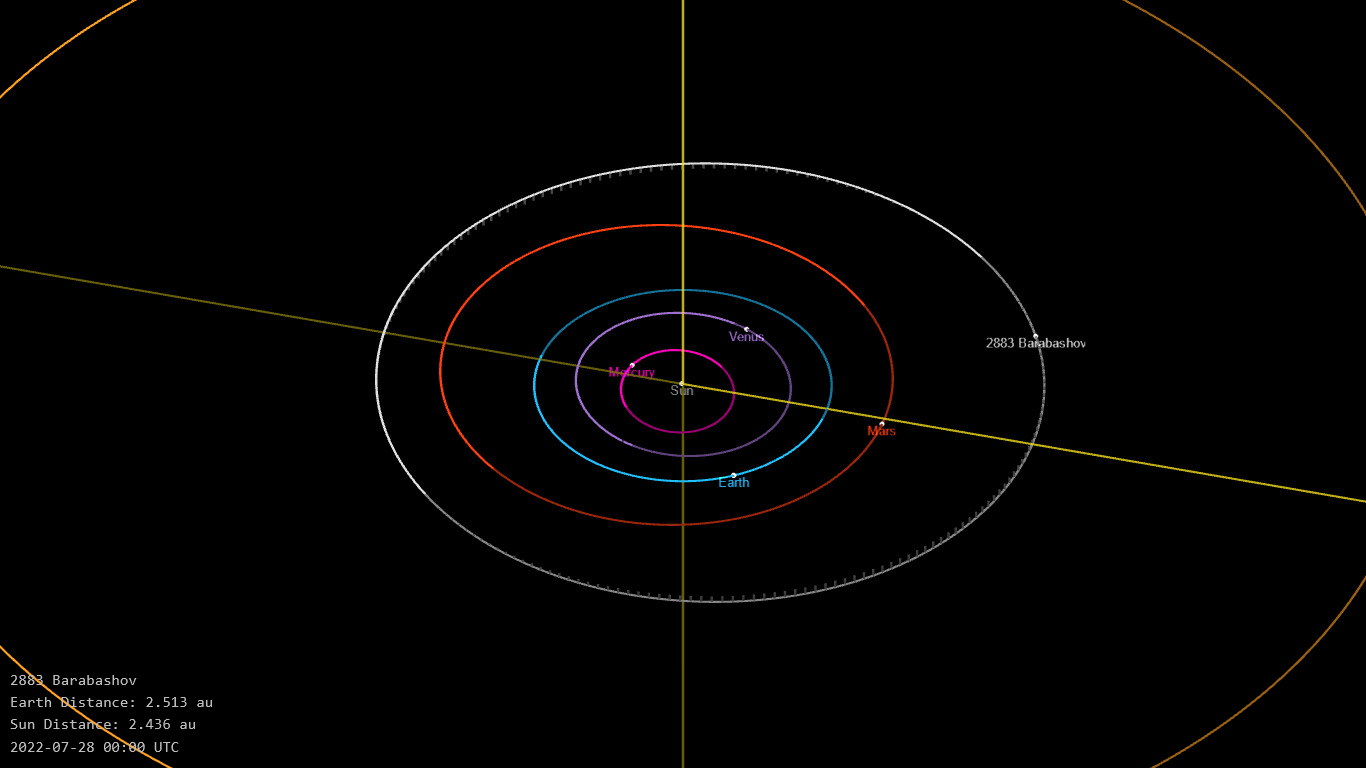
Орбита астероида Барабашов и его положение в Солнечной системе

## Физические характеристики
Астероид относится к таксономическому классу S.
По результатам наблюдений в видимом и ближнем инфракрасном диапазоне космического телескопа NEOWISE диаметр астероида сначала оценивался равным 5,163±0,093 км, позже — 5,50±1,03 км и 4,910±0,053 км. Согласно тем же источникам альбедо оценивается как 0,3191±0,0405, 0,34±0,18 и 0,351±0,068.